# Washingtoni Egyetem Jogi Intézet
A Washingtoni Egyetem Jogi Intézete az intézmény seattle-i campusán működik. Az 1899-ben alapított iskola dékánja Mario L. Barnes. Az intézet székhelye a William H. Gates épület.
A U.S. News & World Reports 2021-es értékelése alapján az ország 45. legjobb jogi iskolája.
Az intézetnek 697 hallgatója van. 2019-ben a végzettek 90%-a rendelkezett munkahellyel.

## Washington Law Review
A Washington Law Review (1936 és 1961 között Washington Law Review and State Bar Journal) a Washingtoni Egyetem jogi folyóirata. 1919 és 1925 között csak egyetlen számot adtak ki, jelenleg évente négy száma jelenik meg.

## Nevezetes személyek
- Adam Smith, képviselő[10]
- Alan A. McDonald, körzeti bíró[11]
- Albert Rosellini, Washington állam kormányzója[12]
- Arthur B. Langlie, Washington állam kormányzója[13]
- August P. Mardesich, a washingtoni képviselőház tagja[14]
- Betty Binns Fletcher, a fellebbviteli bíróság bírója[15]
- Bobbe Bridge, a Legfelsőbb Bíróság bírója[16]
- Carolyn R. Dimmick, körzeti bíró[17]
- Charles Lawrence Powell, körzeti bíró[18]
- Charles Z. Smith, a Legfelsőbb Bíróság bírója[19]
- Dan Fenno Henderson, az intézet oktatója[20]
- Don G. Abel, a Legfelsőbb Bíróság bírója[21]
- Donald R. Colvin, bírósági fogalmazó[22]
- Dylan Orr, a szövetségi kormány első transznemű megbízottja[23]
- Eugene A. Wright, a fellebbviteli bíróság bírója[24]
- Floyd Hicks, képviselő[25]
- Frederick G. Hamley, a fellebbviteli bíróság bírója[26]
- Gerry L. Alexander, a Legfelsőbb Bíróság tagja[27]
- Henry M. Jackson, szenátor[28]
- Hugh J. Rosellini, a Legfelsőbb Bíróság bírója[29]
- Jack E. Tanner, körzeti bíró[30]
- Jack Tuell, metodista püspök[31]
- James A. Andersen, a Legfelsőbb Bíróság bírója[32]
- James M. Dolliver, kormányzói tanácsadó[33]
- James M. Johnson, a Legfelsőbb Bíróság bírója[34]
- Jeffrey H. Brotman, a Costco társalapítója[35]
- Jenny Durkan, ügyész[36]
- Jill Otake, körzeti bíró[37]
- John E. Reilly Jr., a wisconsini törvényhozás alsóházának tagja[38]
- Johnson Toribiong, a Palaui Köztársaság elnöke[39]
- Joseph A. Mallery, a Legfelsőbb Bíróság bírója[40]
- Joseph Jerome Farris, a fellebbviteli bíróság bírója[41]
- Joseph L. Hoffmann, bírósági fogalmazó[42]
- Lewis B. Schwellenbach, szenátor[43]
- Lloyd Llewellyn Black, körzeti bíró[44]
- Lucas A. Powe Jr., bírósági fogalmazó[45]
- Lucile Lomen, bírósági fogalmazó[46]
- Marco A. Hernandez, körzeti bíró[47]
- Marion Zioncheck, képviselő[48]
- Mark Sidran, Seattle jogi képviselője[49]
- Matthew W. Hill, a Legfelsőbb Bíróság bírója[50]
- Michael McGinn, Seattle egykori polgármestere[51]
- Montgomery O. Koelsch, a fellebbviteli bíróság bírója[52]
- Norm Dicks, képviselő[53]
- Norm Maleng, ügyész[54]
- Othilia Carroll Beals, békebíró az első világháborúban[55]
- Paul D. Wohlers, az USA észak-macedóniai nagykövete[56]
- Raúl Labrador, képviselő[57]
- Ricardo S. Martinez, körzeti bíró[58]
- Richard A. Jones, körzeti bíró[59]
- Richard B. Sanders, a Legfelsőbb Bíróság bírója[60]
- Rod Dembowski, képviselő[61]
- Robert Jensen Bryan, körzeti bíró[62]
- Robert S. Lasnik, ügyvéd[63]
- Samuel M. Driver, körzeti bíró[64]
- Shon Hopwood, bankrabló, később bírósági fogalmazó és egyetemi oktató[65]
- Stan Lippmann, oltásellenes aktivista, képviselőjelölt[66]
- Stanley Bastian, körzeti bíró[67]
- Stanley C. Soderland, bíró[68]
- Takudzsi Jamasita, polgárjogi aktivista[69]
- Thomas Stephen Foley, a képviselőház elnöke[70]
- Thor C. Tollefson, képviselő[71]
- Tom Chambers, a Legfelsőbb Bíróság bírója[72]
- Vern Countryman, bíró[73]
- Vivian Carkeek, ügyvéd[74]
- Walter B. Beals, a Legfelsőbb Bíróság bírója[75]
- Walter H. Hodge, körzeti bíró[76]
- Walter M. Frech, a Legfelsőbb Bíróság bírója[77]
- Walter Thomas McGovern, körzeti bíró[78]
- Warren Magnuson, szenátor[79]
- William C. Goodloe, a Legfelsőbb Bíróság bírója[80]
- William H. Gates, ügyvéd, Bill Gates édesapja[81]
- William P. Foley, üzletember[82]
- William T. Beeks, körzeti bíró[83]
- William Fremming Nielsen, körzeti bíró[84]
- Wing Luke, államügyész-helyettes[85]

## Fordítás
- Ez a szócikk részben vagy egészben  az   University of Washington School of Law című angol Wikipédia-szócikk ezen változatának fordításán alapul.  Az eredeti cikk szerkesztőit annak laptörténete sorolja fel. Ez a jelzés csupán a megfogalmazás eredetét és a szerzői jogokat jelzi, nem szolgál a cikkben szereplő információk forrásmegjelöléseként.